# Championnat d'Israël de football 1990-1991
Navigation
Championnat d'Israël 1989-1990 Championnat d'Israël 1991-1992
Le Championnat d'Israël de football 1990-1991 est la 39e édition de ce championnat.

## Saison régulière
inconnu

## 2etour[1]

### Tour des champions
| Rang | Équipe              | Pts | J  | G  | N  | P  | Bp | Bc | Diff |
| ---- | ------------------- | --- | -- | -- | -- | -- | -- | -- | ---- |
| 1    | Maccabi Haïfa       | 71  | 32 | 22 | 5  | 5  | 56 | 28 | +28  |
| 2    | Hapoël Petah-Tikvah | 70  | 32 | 20 | 10 | 2  | 63 | 27 | +36  |
| 3    | Beitar Tel-Aviv     | 50  | 32 | 14 | 8  | 10 | 47 | 40 | +7   |
| 4    | Maccabi Netanya     | 40  | 32 | 10 | 10 | 12 | 41 | 39 | +2   |
| 5    | Maccabi Tel-Aviv    | 38  | 32 | 9  | 11 | 12 | 43 | 53 | -10  |
| 6    | Hapoël Beer-Sheva   | 33  | 32 | 6  | 15 | 11 | 34 | 39 | -5   |

|  | Champion |

### Tour des relégués
| Rang | Équipe                 | Pts | J  | G  | N  | P  | Bp | Bc | Diff |
| ---- | ---------------------- | --- | -- | -- | -- | -- | -- | -- | ---- |
| 7    | Hapoël Tel-Aviv        | 47  | 32 | 13 | 8  | 11 | 32 | 31 | +1   |
| 8    | Bnei Yehoudah          | 41  | 32 | 10 | 11 | 11 | 41 | 40 | +1   |
| 9    | Hapoël Tsafririm Holon | 38  | 32 | 9  | 11 | 12 | 35 | 42 | -7   |
| 10   | Hapoël Jérusalem FC    | 38  | 32 | 9  | 11 | 12 | 31 | 38 | -7   |
| 11   | Betar Jérusalem        | 28  | 32 | 8  | 4  | 20 | 25 | 46 | -21  |
| 12   | Hapoël Kfar Sabah      | 26  | 32 | 6  | 8  | 18 | 30 | 55 | -25  |

|  | Relégué |

## Bilan de la saison
| Tableau d'Honneur                |               |
| Compétition                      | Vainqueur     |
| Championnat d'Israël de football | Maccabi Haïfa |
| Coupe d'Israël de football       | Maccabi Haïfa |

| Promotions et relégations |                                    |
| Relégués en Liga Leumit   | Betar Jérusalem Hapoël Kfar Sabah  |
| Promus en Ligat ha'Al     | Maccabi Petah-Tikvah Maccabi Yavne |